# Armavir, Rusia
Armavir (ru. Армавир) este un oraș din Regiunea Krasnodar, Federația Rusă și are o populație de 193.964 locuitori.

## Geografie

### Climat
| Date climatice pentru Armavir  | Date climatice pentru Armavir | Date climatice pentru Armavir | Date climatice pentru Armavir | Date climatice pentru Armavir | Date climatice pentru Armavir | Date climatice pentru Armavir | Date climatice pentru Armavir | Date climatice pentru Armavir | Date climatice pentru Armavir | Date climatice pentru Armavir | Date climatice pentru Armavir | Date climatice pentru Armavir | Date climatice pentru Armavir |
| Luna                           | Ian                           | Feb                           | Mar                           | Apr                           | Mai                           | Iun                           | Iul                           | Aug                           | Sep                           | Oct                           | Nov                           | Dec                           | Anual                         |
| ------------------------------ | ----------------------------- | ----------------------------- | ----------------------------- | ----------------------------- | ----------------------------- | ----------------------------- | ----------------------------- | ----------------------------- | ----------------------------- | ----------------------------- | ----------------------------- | ----------------------------- | ----------------------------- |
| Maxima medie °C (°F)           | 3.4 (38,1)                    | 5.1 (41,2)                    | 10.9 (51,6)                   | 18.2 (64,8)                   | 23.1 (73,6)                   | 27.1 (80,8)                   | 30.4 (86,7)                   | 30.4 (86,7)                   | 24.9 (76,8)                   | 17.8 (64)                     | 10.3 (50,5)                   | 5.0 (41)                      | 17,2 (63)                     |
| Media zilnică °C (°F)          | −0.4 (31,3)                   | 0.6 (33,1)                    | 5.7 (42,3)                    | 12.2 (54)                     | 17.0 (62,6)                   | 20.9 (69,6)                   | 23.7 (74,7)                   | 23.5 (74,3)                   | 18.5 (65,3)                   | 12.3 (54,1)                   | 6.0 (42,8)                    | 1.4 (34,5)                    | 11,8 (53,2)                   |
| Minima medie °C (°F)           | −4.1 (24,6)                   | −3.9 (25)                     | 0.5 (32,9)                    | 6.2 (43,2)                    | 10.8 (51,4)                   | 14.8 (58,6)                   | 17.0 (62,6)                   | 16.6 (61,9)                   | 12.1 (53,8)                   | 6.9 (44,4)                    | 1.7 (35,1)                    | −2.2 (28)                     | 6,4 (43,5)                    |
| Minima istorică °C (°F)        | −31.2 (−24.2)                 | −24.8 (−12.6)                 | −24.4 (−11.9)                 | −9 (15,8)                     | −2.6 (27,3)                   | 1.5 (34,7)                    | 8.0 (46,4)                    | 6.4 (43,5)                    | −1 (30,2)                     | −6.7 (19,9)                   | −19.2 (−2.6)                  | −23.5 (−10.3)                 | −31,2 (−24,2)                 |
| Precipitații mm (inches)       | 36.8 (1.449)                  | 31.4 (1.236)                  | 37.4 (1.472)                  | 52.2 (2.055)                  | 86.7 (3.413)                  | 85.9 (3.382)                  | 65.8 (2.591)                  | 53.6 (2.11)                   | 50.0 (1.969)                  | 56.0 (2.205)                  | 50.4 (1.984)                  | 43.1 (1.697)                  | 649,3 (25,563)                |
| Sursă: Армавир климат и погода |                               |                               |                               |                               |                               |                               |                               |                               |                               |                               |                               |                               |                               |

## Personalități născute aici
- Nikolai Șciukin (1924 - 1999), bariton.